# Ciclo limite
Nello studio dei sistemi dinamici, un ciclo limite è un'orbita periodica isolata, ovvero tale per cui non esistono altre orbite periodiche nelle vicinanze e tutte le traiettorie compiute dal sistema che sono sufficientemente vicine convergono ad essa per {\displaystyle t\to \pm \infty }.
Un punto periodico {\displaystyle x_{0}} è un punto dello spazio delle fasi tale per cui la traiettoria {\displaystyle x(t,x_{0})} del sistema dinamico ritorna al punto di partenza dopo un tempo {\displaystyle T}, ovvero è una funzione periodica con periodo {\displaystyle T}:
{\displaystyle x(t+T,x_{0})=x(t,x_{0})}
{\displaystyle x(t+t',x_{0})\neq x(t,x_{0})\qquad 0<t'<T}
Un'orbita periodica (anche detta orbita chiusa) è data dall'insieme di tali punti periodici:
{\displaystyle \phi (t,x_{0})=\{x(t,x_{0}):0\leq t\leq T\}}
Un ciclo limite è un'orbita periodica isolata, tale per cui esiste almeno una traiettoria che converge ad essa per {\displaystyle t\to \pm \infty }. In due dimensioni, si dimostra che se {\displaystyle \phi (x_{0})} è un'orbita periodica non costante di un sistema dinamico:
{\displaystyle x_{1}'=f_{1}(x_{1},x_{2})}
{\displaystyle x_{2}'=f_{2}(x_{1},x_{2})}
e non vi sono altre orbite periodiche nelle vicinanze, allora ogni traiettoria che passa o inizia per un punto sufficientemente vicino a {\displaystyle x_{0}} converge a {\displaystyle \phi (x_{0})} per {\displaystyle t\to +\infty } o {\displaystyle t\to -\infty }. In tal caso {\displaystyle \phi (x_{0})} viene detta ciclo limite.